# Ribes magellanicum
Ribes magellanicum es una especie sudamericana de arbustos de la familia de las grosellas, que se encuentra en la Patagonia (sur de Chile y Argentina ).

## Descripción
Ribes magellanicum es un arbusto de ramas delgadas. Generalmente mide hasta 2m, pudiendo alcanzar 5m la subespecie R. magellanicum subsp. magallanes, y siendo la subespecie R. magellanicum subsp. parviflorum más baja, entre 1 y 1,2m. La corteza de sus ramas suele ser gris oscura, hasta rojiza, y las hojas pueden alcanzar hasta 6cm de largo, son pecioladas, trilobadas, de bordes dentados y con la cara adaxial (inferior) más clara.

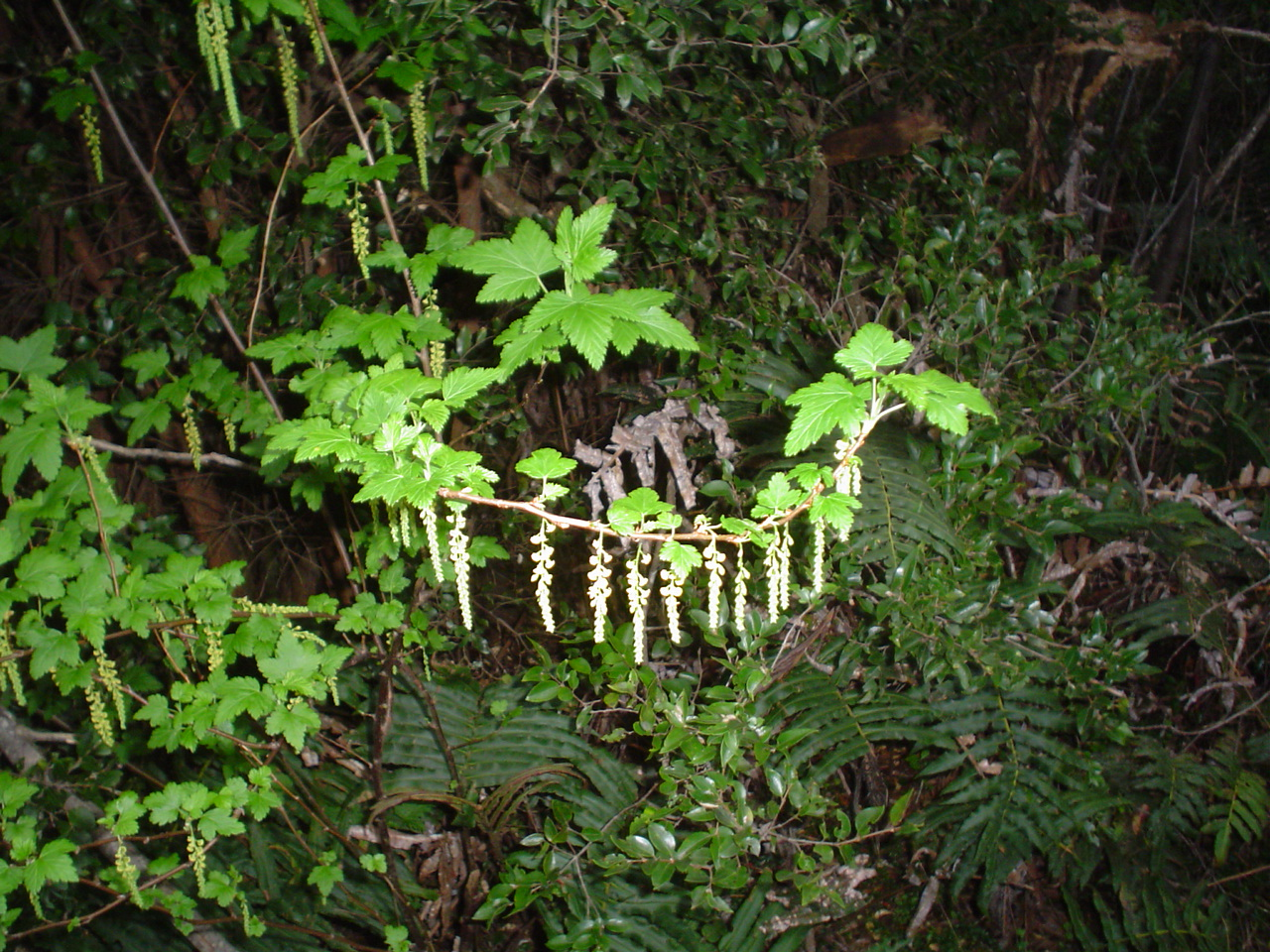
Rama con inflorescencia de Ribes magellanicum en un bosque de Chile.

La flores son pequeñas, de 2-4mm, y se encuentran en inflorescencias que cuelgan de cortos pedúnculos desde los extremos de las ramas y alcanzan hasta 15cm. El color de las flores puede variar desde rojizas hasta amarillas verdosas o casi blancas. Se cree que las flores amarillas pertenecen a la subespecie R. magellanicum subsp. parviflorum. El arbusto florece entre octubre y noviembre. El fruto es una baya de color azul-bordó oscuro que puede encontrarse en racimos desde diciembre hasta marzo dependiendo de la región.

## Distribución y hábitat
En Argentina, la subespecie R. magellanicum subsp. magallanes se distribuye en la Patagonia y R. magellanicum subsp. parviflorum es típica de la zona volcánica de Neuquén, Río Negro y Chubut. En Chile se distribuye desde la región Metropolitana hasta el canal Beagle. 
Habita en la zona precordillerana, hasta 2100m s.n.m., forma parte del sotobosque en bosques de Nothofagus, junto con otras especies de suelo húmedo.

## Taxonomía
Ribes magellanicum fue inicialmente descripta por Poiret en 1812 en Encyclopedie Methodique. Botanique.
Se aceptan dos subespecies:
- Ribes magellanicum subsp. magallanes
- Ribes magellanicum subsp. parviflorum Sparre (1984)

### Etimología
El nombre genérico Ribes procede del árabe "rabas", nombre de un ruibarbo, dado por el sabor y propiedades medicinales similares. El epíteto específico magellanicum hace referencia al lugar en que habita. 

### Sinonimia
De la subespecie Ribes magellanicum subsp. magallanes:
- Ribes brachystachyum Phil., Anales Univ. Chile 41: 723 (1872)
- Ribes ovallei Phil., Linnaea 33: 83 (1864)
- Ribes spegazzinii Jancz., Bull. Int. Acad. Sci. Cracovie, Cl. Sci. Math. 5: 763 (1905)

De la subespecie Ribes magellanicum subsp. parviflorum:
- Ribes parviflorum Phil., Linnaea 28: 648 (1858)

- Ribes ahrendsii Phil., Anales Univ. Chile 85: 495 (1894)
- Ribes micranthum Phil., Anales Univ. Chile 85: 497 (1894)
- Ribes palenae Phil., Anales Univ. Chile 85: 497 (1894)[7]

## Relación con el ser humano

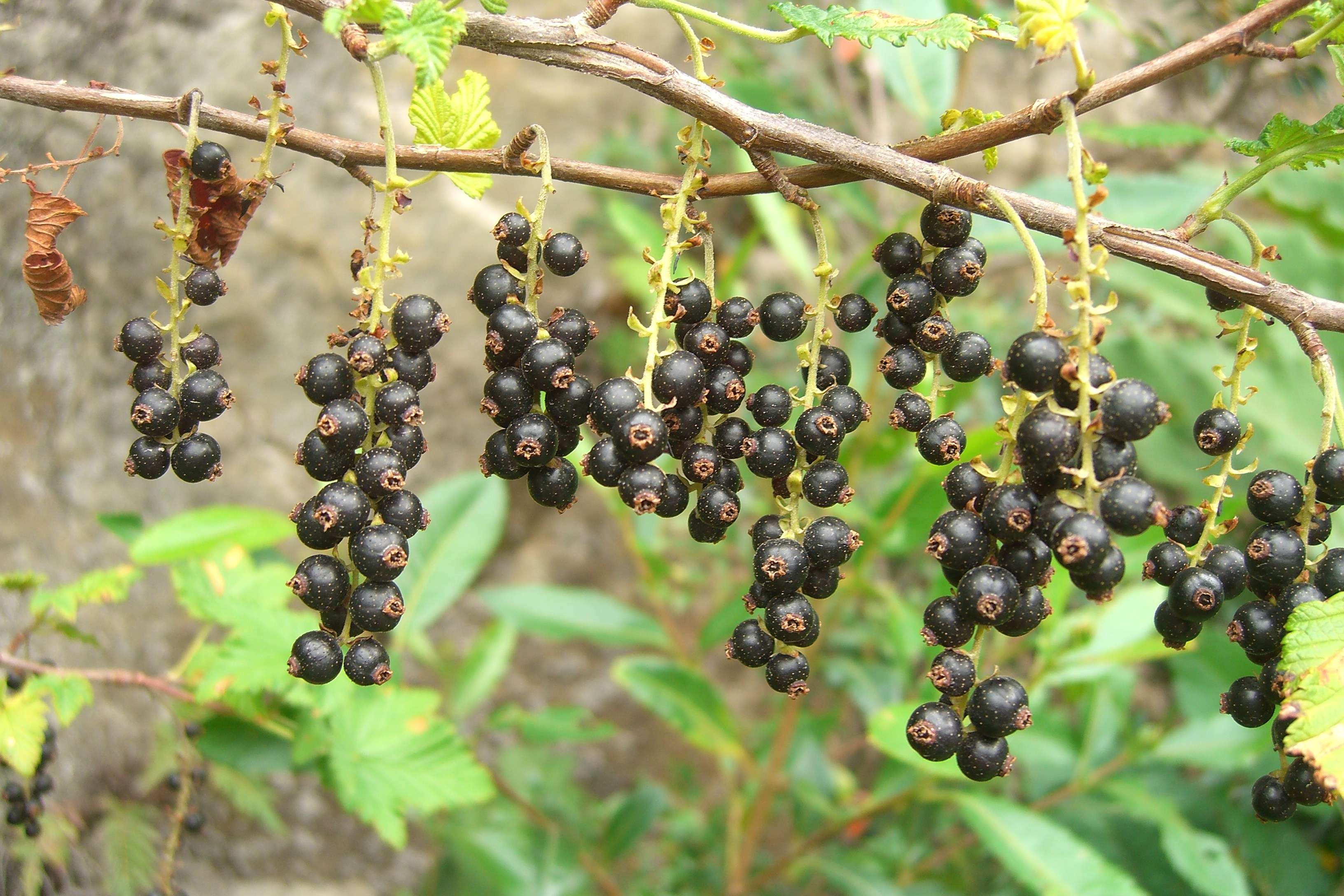
Bayas de Ribes magellanicum

Los frutos frutos son comestibles, aromáticos y de sabor dulce, pueden consumirse al natural o como mermeladas o jarabes. Se ha registrado su uso medicinal, principalmente entre las poblaciones originarias del sur de Chile. Sus hojas y corteza se usan como té para dolores estomacales, de huesos, alergias o como antifebril. También se pueden preparar pomadas para ayudar lesiones en la piel.

### Nombres comunes
Se lo conoce como Parrilla, Parrilla negra o Gosellero silvestre en Argentina, o Zarzaparrilla silvestre en Chile